# Spiralophantes
Spiralophantes là một chi nhện trong họ Linyphiidae.